# 국제사회주의 (운동권)
국제사회주의(國際社會主義, International Socialism, 약칭 IS)는 대한민국의 운동권의 분파 중 하나로, 국제사회주의를 지향한다. 노동자연대라는 노동단체가 이 분파에 속해 있다. PD파의 세부분파 중 하나라고 해석하기도 한다.

## 같이 보기
- 민중민주파
- 민족해방파
- 국제사회주의